# Fabio Marco Dalla Vecchia
Fabio Marco Dalla Vecchia (Schio, 17 febbraio 1964) è un paleontologo italiano specializzato nello studio dei vertebrati mesozoici, con particolare riguardo ai pterosauri triassici.

## Biografia

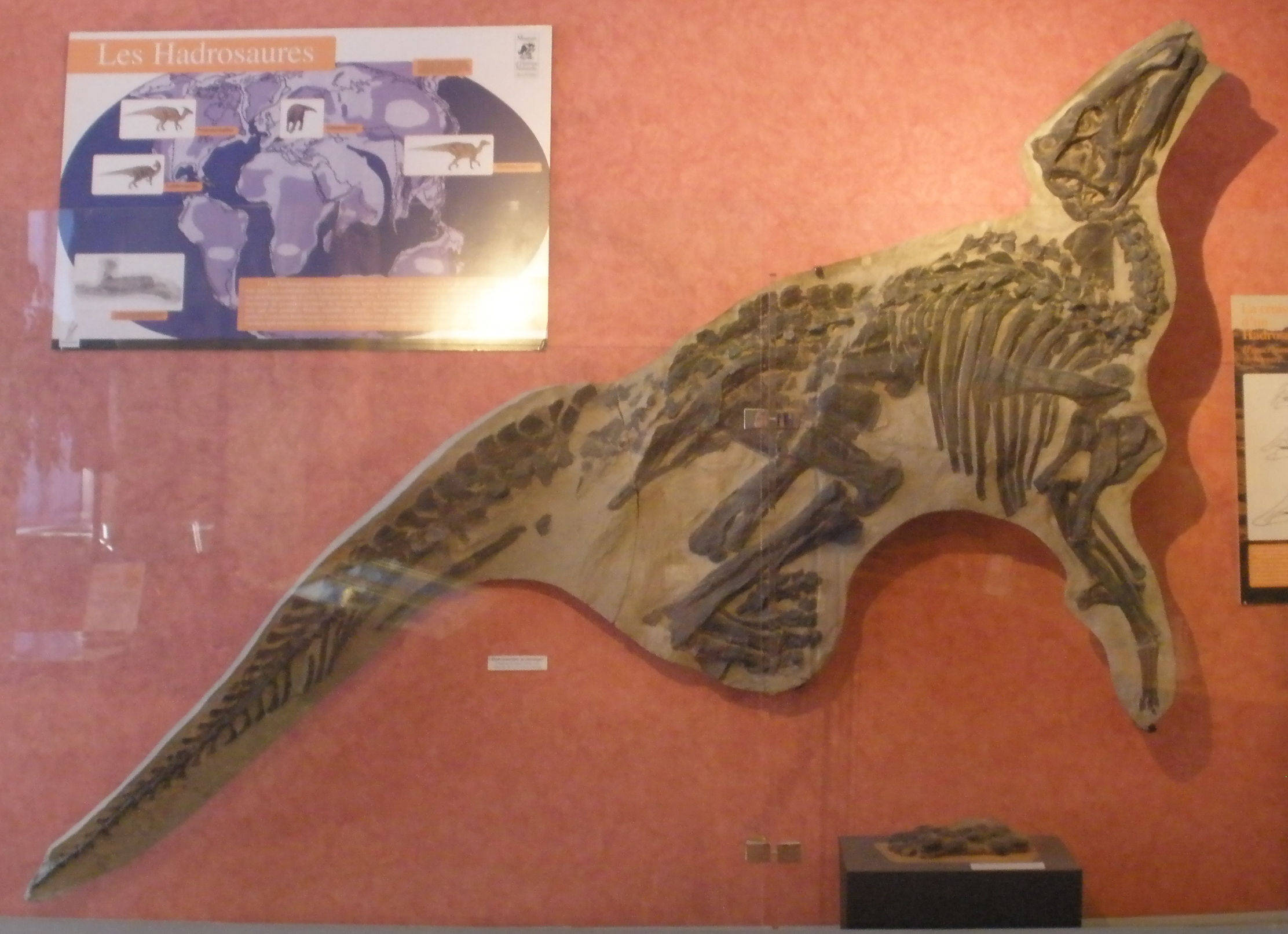
Calco dell'olotipo di Tethyshadros insularis

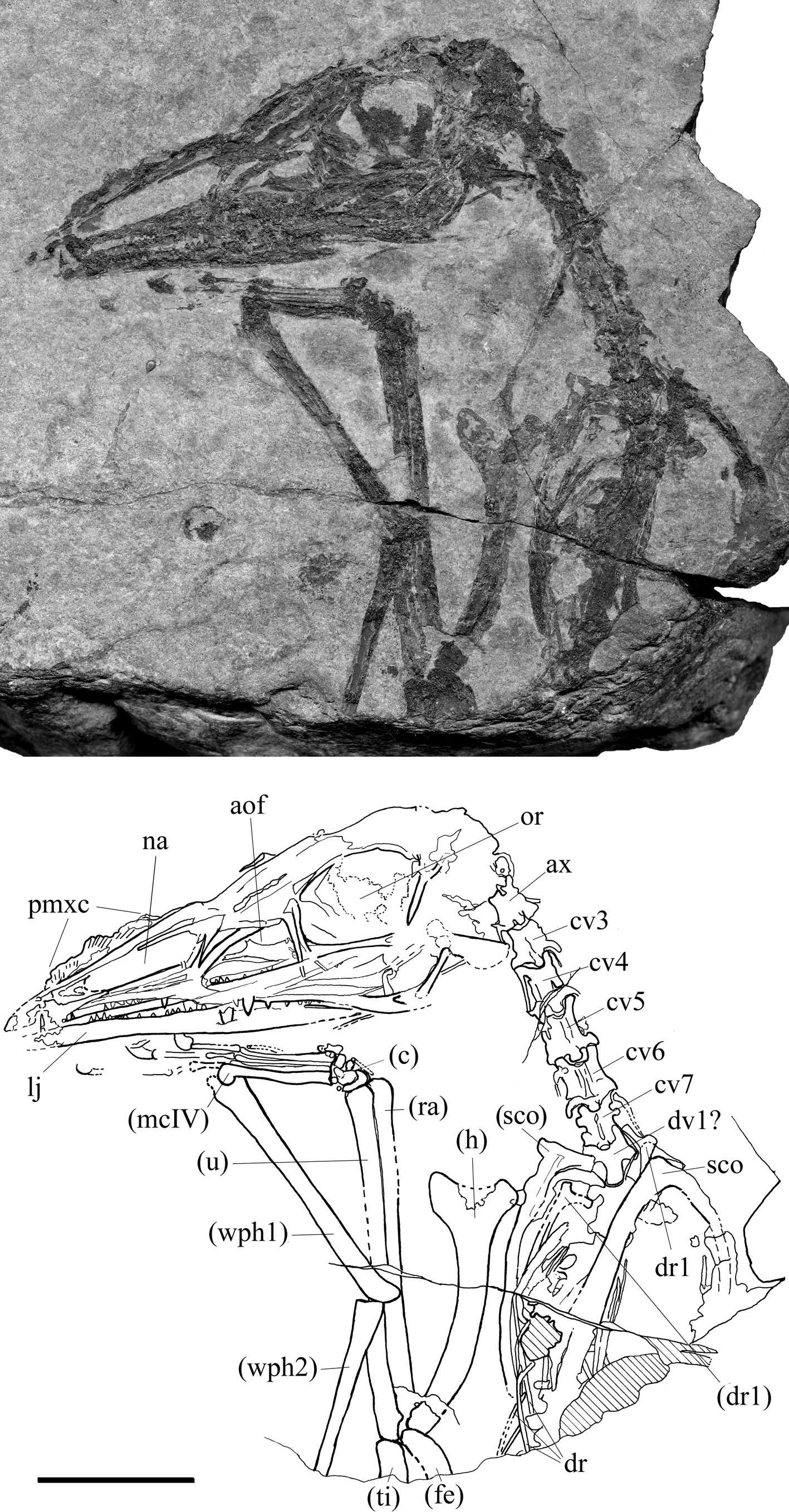
L'esemplare 884977 dello pterosauro Austriadactylus e ricostruzione grafica del fossile

Dopo aver completato gli studi superiori presso il Liceo Scientifico N. Copernico di Udine nel 1983, ha frequentato l'Università degli Studi di Bologna laureandosi in Scienze Geologiche nel marzo del 1990  con una tesi sulla sedimentologia e paleontologia della dolomia di Forni (Triassico superiore) nella valle del Rio Seazza (Preone, Carnia). Ha quindi conseguito nel 1994 il Dottorato di Ricerca in Paleontologia dei Vertebrati presso l'Università degli Studi di Modena con una tesi dedicata agli pterosauri triassici.
Nel 1982 ha iniziato la collaborazione, mai terminata, con il Museo Friulano di Storia Naturale di Udine.
Quindi ha ottenuto una borsa post-dottorale biennale (1995-1997) dall'Università degli Studi di Padova per una ricerca sui rettili mesozoici della regione sudalpino-adriatica, con particolare riferimento alle faune terrestri.
Nel periodo Novembre 1998-Aprile 1999, come paleontologo incaricato dalla Soprintendenza ai Beni Ambientali, Architettonici, Archeologici, Artistici e Storici della Regione Friuli Venezia Giulia ha diretto dal punto di vista scientifico le operazioni di scavo e recupero dei resti fossili dei dinosauri adrosauroidei del sito tardo cretaceo del Villaggio del Pescatore  vicino a Trieste, e quindi ne ha effettuato il loro studio paleontologico, completato nel 2008 presso il Museo Civico di Storia Naturale di Trieste. Lo studio ha portato al riconoscimento di una nuova specie di dinosauro italiano, il Tethyshadros insularis appartenente a sua volta ad un nuovo genere.
Dal 2009 al 2013 è stato ricercatore a contratto, e quindi ricercatore associato presso il Research Group of Mesozoic Faunas dell'Institut Català de Paleontologia Miquel Crusafont (ICP) di Sabadell (Catalogna) dove si è occupato soprattutto dei dinosauri e degli ecosistemi terrestri del Cretaceo terminale.
È autore di numerose pubblicazioni sui fossili e la geologia, con particolare riguardo all'area friulana. Inoltre ha realizzato parecchi articoli e libri divulgativi sempre a tema paleontologico, tra cui 16 libri per l'infanzia, pubblicati in Italia dalla Jaca Book nella collana "Ritratti di Dinosauri", e tradotti in inglese, cinese, giapponese, coreano  e indonesiano.

## Studi paleontologici
Proseguendo lo sviluppo della ricerca sui vertebrati mesozoici, iniziata con gli studi universitari, i suoi studi si sono focalizzati principalmente sugli pterosauri triassici e altri sauropsidi mesozoici, in particolare i dinosauri vissuti nel Cretacico superiore sulle isole del cosiddetto Arcipelago Europeo (paleo isole Iberoarmoricana,  Boemo-Renana,  Australpina, Adriatica, Apula, ecc ) e del dominio Tetideo esteso alle piattaforme del margine dell'Africa settentrionale e del Medio Oriente. Gli scopi principali delle sue ricerche, sia su reperti osteologici che testimonianze paleoicnologiche, hanno per oggetto la comprensione della tassonomia, paleobiologia di questi animali terrestri, nonché delle implicazioni evolutive, paleoambientali e paleogeografiche relative alla loro presenza in contesti insulari e rispetto alle coeve faune continentali, osservando gli effetti del nanismo insulare su questi dinosauri.
Nel corso di questi studi, ha scoperto nuove specie di dinosauro,: il già citato Tethyshadros insularis  e il sauropode Histriasaurus boscarollii e istituito l'ichnotaxon Titanosaurimanus nana.  Con A. Cau e M. Fabbri ha descritto un nuovo genere e specie di teropode Sauroniops pachytholus e con A. Prieto-Màrquez, R. Gaete e A. Galobart un nuovo genere e specie di adrosauro lambeosaurino Canardia garonnennsis.
Nello studio dei pterosauri, ha rivisto taxa e reperti fossili già descritti in letteratura assieme allo studio di nuovi fossili, per approfondire la conoscenza dell’anatomia, morfologia funzionale, tassonomia e per una miglior ricostruzione della filogenesi degli pterosauri basali. L'analisi ha incluso gli esemplari più antichi, rinvenuti nel Triassico superiore del Nord Italia (Lombardia e Friuli), Tirolo (Austria),  Svizzera orientale e Utah con l'istituzione di quattro nuovi generi e specie: Austriadactylus cristatus, Carniadactylus rosenfeldi, Caelestiventus hanseni e Seazzadactylus venieri . Cearadactylus ligabuei è invece una nuova specie dal Cretaceo del Brasile.
Durante gli studi sulle faune triassiche ha inoltre denominato un rettile marino  Bobosaurus forojuliensis  il plesiosauro più primitivo secondo alcune analisi filogenetiche; una nuova specie di ragno il  Friularachne rigoi  e una di crostaceo decapode la Rosenfeldia triasica.